# Exsanguinotrasfusione
La exsanguinotrasfusione, detta anche trasfusione sostitutiva, è una serie continua di trasfusioni volta a ottenere il ricambio pressoché completo del sangue del ricevente con quello del donatore.
Nella maggior parte dei casi si applica nell'eritroblastosi fetale, un'anemia emolitica isoimmune che colpisce i neonati per incompatibilità Rh- o in alcuni casi di iperbilirubinemia ereditaria a esordio neonatale.